# Porta Àuria de Vladímir
La Porta Àuria de Vladímir  (en rus: Zolotie Vorota, Золотые ворота) és un arc de triomf situat a Vladímir, a Rússia.
Va ser construïda entre el 1158 i el 1164, i és l'únic exemple conservat –encara que parcialment– de les antigues portes d'entrada a la ciutat, que se situaven a l'antiga muralla, ja desapareguda, per guardar l'entrada oest de la ciutat.
Al seu interior hi ha un museu dedicat a invasió mongola de Rússia, que es va produir al segle xiii.
Les «portes àuries» existien a les ciutats sagrades de l'Església ortodoxa –Jerusalem, Constantinoble i Kíev–. Per convertir Vladímir en la capital, el príncep Andreu I de Vladímir –conegut com a Andrei Bogolubski– volia emular aquestes estructures, i per això va posar en funcionament una torre alta sobre la principal porta de la ciutat, que seria erigida en pedra calcària i coberta amb plaques d'or. És probable que els paredadors fossin de l'Imperi Romà d'Orient, ja que utilitzaven les mesures gregues,més que no pas les russes. L'arc principal feia 15 metres d'alt. L'estructura estava coronada amb una església barbacana dedicada a la deposició del mantell de la verge, que simbolitzava la protecció de la Mare de Déu sobre Vladímir.
Les portes resistiren la destrucció de Vladímir pels mongols el 1237. A la fi del segle xviii, però, l'estructura estava tan deteriorada que Caterina la Gran temia travessar l'arc per por que s'esfondrés. El 1779 va ordenar les mesures i plànols detallats per a l'execució del monument. El 1795, després de moltes discussions, les voltes i l'església barbacana van ser enderrocades. Es van construir dues torres flanquejadores per reforçar-ne l'estructura i posteriorment reconstruir la barbacana sobre la base dels plànols del 1779.